# Clara von Studnitz

Clara von Studnitz 1909;
nach einem Foto von Arthur von Studnitz

Clara von Studnitz oder Clara Karoline Julie von Studnitz (geboren 11. Juni 1844 in Schweidnitz, Provinz Schlesien; gestorben 20. Juli 1927 in Berlin-Wilmersdorf) war eine deutsche Erzieherin, Reise-Schriftstellerin, Herausgeberin und Chefredakteurin der Zeitschrift Fürs Haus. Wochenblatt für alle Hausfrauen.

## Leben
Clara von Studnitz war ein Mitglied des Adelsgeschlechtes von Studnitz und wurde zu Beginn der Industriellen Revolution in Schlesien geboren als Tochter des preußischen Offiziers Robert von Studnitz.
Nach ihrer Einsegnung in Posen pensionierte sie 3 Jahre im Königlichen Lehrerinnenseminar zu Droyßig und reiste dann 1869 zunächst in die französischsprachige Schweiz und wirkte ab 1870 5 Jahre lang als Erzieherin in einer griechischen Familie in Galaz und Constantinopel. Ihre dortigen Erfahrungen verarbeitete sie später schriftstellerisch.

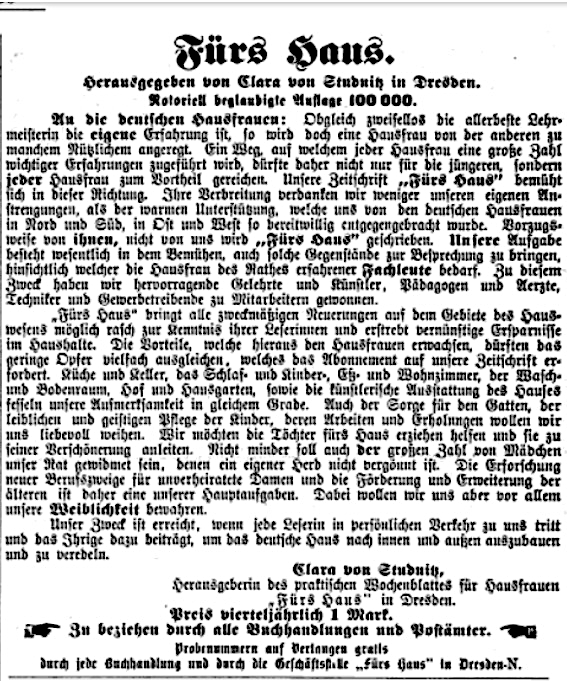
Anzeige „Fürs Haus“ 1886 von Studnitz im Deutschen Adelsblatt

Ab 1874 lebte von Studnitz gemeinsam mit ihrem „Bruder O.“ beziehungsweise Arthur von Studnitz in London, wo sie ihm bei seinen schriftstellerischen Arbeiten zur Seite stand. Mit ihm reiste sie zudem durch England, Schottland, Irland und Frankreich sowie für mehrere Monate nach Amerika, wo die beiden New York, Montreal, Quebeck und die Niagara-Fälle besuchten.
Nach ihrer Rückkehr nach Deutschland gründete von Studnitz gemeinsam mit ihrem Bruder im Oktober 1882 in Dresden die dann wöchentlich erschienene illustrierte Zeitschrift Fürs Haus. Wochenblatt für alle Hausfrauen, die ab 1892 in Berlin im Deutschen Druck- und Verlagshaus erschien. Clara von Studnitz wirkte mehr als zwei Jahrzehnte als Herausgeberin des Blattes.
Fräulein Clara von Studnitz, die 1897 in Berlin in der Friedrich-Wilhelm-Straße 6a wohnte und 1898 im Haus Victoriastraße 18, publizierte ihre Reisebeschreibungen in verschiedenen Zeitungen und Zeitschriften. Sie galt als „Förderin des deutschen Dramas.“
Clara von Studnitz war Ehrenmitglied im Deutschen Frauenverein für Krankenpflege in den Kolonien.